# Andreas Ruch
Andreas Ruch (* 1975) ist ein deutscher Illustrator, Grafikdesigner und Autor.

## Ausbildung
Andreas Ruch absolvierte 1995 sein Fachabitur in Gestaltung am Staatlichen Berufskolleg Glas, Keramik, Gestaltung des Landes Nordrhein-Westfalen Rheinbach. Nach anschließendem Zivildienst entschied Ruch sich für eine Ausbildung zum Grafiker bei einer Werbeagentur in Koblenz. Heute arbeitet er hauptberuflich als Art Director einer Werbeagentur in Düsseldorf.

## Schaffen fürDie drei???
Seit seiner Kindheit ist Ruch Fan der Reihe Die drei ???, insbesondere der Hörspiele. Im Jahr 2018 startete er in Sozialen Netzwerken ein Fanprojekt, in dem er sich der Neuinterpretation von Covern Aiga Raschs und Silvia Christophs widmete. Im Jahr 2019 designte er im Auftrag des Kosmos-Verlags erstmals Detektiv-Gadgets für die Marke Die drei ???. Im selben Jahr zeichnete er sich bei der Live-Hörspiel-Tournee Die drei ??? und der dunkle Taipan für das Bühnenbild mitverantwortlich. 2020 erschien mit dem Sachbuch Die drei ??? und die Welt der Hörspiele von C. R. Rodenwald das erste Buch mit einer Cover-Illustration von Andreas Ruch im Langen Müller Verlag, der zur Franckh-Kosmos Verlags-GmbH & Co. KG gehört.
Im März 2021 betätigte sich Ruch mit dem Sonderband Die drei ??? und die Geisterfrau erstmals als Autor für die Reihe. Im Juli desselben Jahres erschien mit Im Netz der Lügen von Kari Erlhoff erstmals ein offizieller Die drei ???-Band mit einer Cover-Illustration von Andreas Ruch. Seitdem bildet er gemeinsam mit Silvia Christoph das feste Illustrationsteam der Reihe. Im Februar 2024 erschien sein zweites Buch Die drei ??? und der Schwarze Fluch als Sonderband.

## Werke (Auswahl)

### Als Autor
- Die drei ??? und die Geisterfrau (2021)
- Die drei ??? Die vergessene Villa (Kurzgeschichte, Die drei ??? und der seltsame Kalender 2023)
- Die drei ??? Die goldenen Kaiser (Kurzgeschichte, Die drei ??? und der seltsame Kalender 2024)
- Die drei ??? und der Schwarze Fluch (2024)

### Als Illustrator
- Die drei ??? Eine schreckliche Bescherung von Marco Sonnleitner (2021)
- Die drei ??? und das Gespensterschloss (Neuauflage) von Robert Arthur (2021)
- Die drei ??? Dämonen des Feuers (Doppelband) von André Marx und Marco Sonnleitner (2022)
- Die drei ??? Manuskript des Satans von Hendrik Buchna (2022)
- Die drei ??? und das Phantomkrokodil von Cally Stronk und Christian Friedrich (2022)
- Die drei ??? Die Yacht des Verrats von Ben Nevis (2022)
- Die drei ??? Böser die Glocken nie klingen von André Minninger (2023)
- Die drei ??? und der schreiende Zug von Mary Virginia Carey (2024)